# Abū l-ʿĀṣ Laqīṭ b. al-Rabīʿ
Abū l-ʿĀṣ Laqīṭ b. al-Rabīʿ (in arabo أبو العاص لقيط بن الربيع‎?; La Mecca, ... – Medina, 634) è stato un mercante arabo, facoltoso componente della tribù meccana dei Quraysh, appartenente al clan dei Banu 'Abd Shams.
Il nome (ism) di Abū l-ʿĀṣ (che è una kunya) era Miqsam. Sua madre Hāla bt. Khuwaylid, era la sorella di Khadija bint Khuwaylid, la moglie del Profeta Muḥammad. Egli gli dette in sposa sua figlia Zaynab, che partorì due figli: ʿAlī e Umāma. ʿAlī morì durante l'infanzia mentre Umāma sopravvisse e sposò ʿAlī ibn Abī Ṭālib dopo la morte di Fāṭima.
Ancora non convertito, partecipò alla battaglia di Badr dalla parte dei pagani e fu fatto prigioniero da ʿAbd Allāh b. Jubayr b. al-Nuʿmān al-Anṣārī.

Sua moglie Zaynab inviò un messaggero a Medina con il riscatto per liberare Abū l-ʿĀṣ, e del riscatto faceva parte una collana che le era stata donata da sua madre Khadīja in occasione del suo matrimonio.
Quando Maometto vide la collana, si commosse a tal punto da far senza indugio liberare Abū l-ʿĀṣ a condizione che la figlia lo raggiungesse a Medina.
Dopo la partenza della moglie, Abū l-ʿĀṣ rimase a Mecca per alcuni anni ancora. Poi, poco prima della conquista della Mecca, partì per un viaggio d'affari in Siria.

Alla fine del viaggio, sulla via di ritorno verso Mecca, la sua carovana incrociò una delle truppe del Profeta ma, secondo un'altra versione, fu Maometto stesso a inviare una truppa contro la carovana con cui viaggiava Abū l-ʿĀṣ.

Questa spedizione, nota con il nome di "spedizione di al-ʿIs", avvenne il 6 ottobre del 627 (anno 6 dell'Egira) e a essa parteciparono circa 170 uomini, sotto la guida di Zayd ibn Haritha, per depredare la carovana dei beni trasportati e catturarne i componenti facendoli prigionieri.

Abū l-ʿĀṣ fu catturato, ma riuscì comunque a fuggire, entrando segretamente a Medina per raggiungere Zaynab, alla quale chiese protezione.
Tutti i beni predati furono così restituiti ai loro rispettivi proprietari e nel 628 (anno 7 dell'Egira), Abū l-ʿĀṣ si convertì, affermando che l'unico motivo per il quale ciò non era avvenuto prima era semplicemente la paura della reazione dei suoi concittadini coreisciti e il timore che si scambiasse per conversione di convenienza la sua adesione all'Islam, fatta invece in piena libertà di spirito.

Celebrò con Zaynab un secondo matrimonio e, secondo alcune voci, dovette pagare una seconda dote (mahr) alla moglie.
Dopo aver abbracciato la religione islamica, tornò a Mecca e non partecipò a nessun evento militare assieme a suo suocero. 
Successivamente si spostò a Medina, dove morì nel 634 (anno 12 dell'Egira).